# Frankrikes Grand Prix 1989
Frankrikes Grand Prix 1989 var det sjunde av 16 lopp ingående i formel 1-VM 1989.

## Resultat
1. Alain Prost, McLaren-Honda, 9 poäng
2. Nigel Mansell, Ferrari, 6
3. Riccardo Patrese, Williams-Renault, 4
4. Jean Alesi, Tyrrell-Ford, 3
5. Stefan "Lill-Lövis" Johansson, Onyx-Ford, 2
6. Olivier Grouillard, Ligier-Ford, 1
7. Eddie Cheever, Arrows-Ford
8. Nelson Piquet, Lotus-Judd
9. Emanuele Pirro, Benetton-Ford
10. Jonathan Palmer, Tyrrell-Ford
11. Éric Bernard, Larrousse (Lola-Lamborghini)
12. Martin Donnelly, Arrows-Ford
13. Bertrand Gachot, Onyx-Ford (varv 76, motor)

### Förare som bröt loppet
- Mauricio Gugelmin, March-Judd (varv 71, för få varv)
- Stefano Modena, Brabham-Judd (67, motor)
- Thierry Boutsen, Williams-Renault (50, växellåda)
- Satoru Nakajima, Lotus-Judd (49, motor)
- Ivan Capelli, March-Judd (43, motor)
- Alessandro Nannini, Benetton-Ford (40, upphängning)
- Pierluigi Martini, Minardi-Ford (31, motor)
- Philippe Alliot, Larrousse (Lola-Lamborghini) (30, motor)
- Gabriele Tarquini, AGS-Ford (30, motor)
- Gerhard Berger, Ferrari (29, koppling)
- Alex Caffi, BMS Scuderia Italia (Dallara-Ford) (27, koppling)
- Rene Arnoux, Ligier-Ford (14, växellåda)
- Ayrton Senna, McLaren-Honda (0, differential)

### Förare som ej kvalificerade sig
- Andrea de Cesaris, BMS Scuderia Italia (Dallara-Ford)
- Luis Pérez Sala, Minardi-Ford
- Christian Danner, Rial-Ford
- Roberto Moreno, Coloni-Ford

### Förare som ej förkvalificerade sig
- Nicola Larini, Osella-Ford
- Martin Brundle, Brabham-Judd
- Volker Weidler, Rial-Ford
- Bernd Schneider, Zakspeed-Yamaha
- Piercarlo Ghinzani, Osella-Ford
- Pierre-Henri Raphanel, Coloni-Ford
- Aguri Suzuki, Zakspeed-Yamaha
- Gregor Foitek, EuroBrun-Judd
- Joachim Winkelhock, AGS-Ford